# Džoser
Džoser („Posvátný“ nebo „Nádherný“) byl zakladatel a první panovník 3. dynastie ve starověkém Egyptě na počátku Staré říše. Ve své době byl znám pod jménem Necerichet (Netjerikhet), řecky Tosorthros; jméno Džoser je doloženo až ve Střední říši. Vládl někdy  ve 27. nebo 26. století př.n.l. Názory na dobu a délku jeho vlády se rozcházejí, některé prameny uvádějí období 2592–2566 př. n. l., další 2640–2575 nebo 2625–2605.

## Vláda

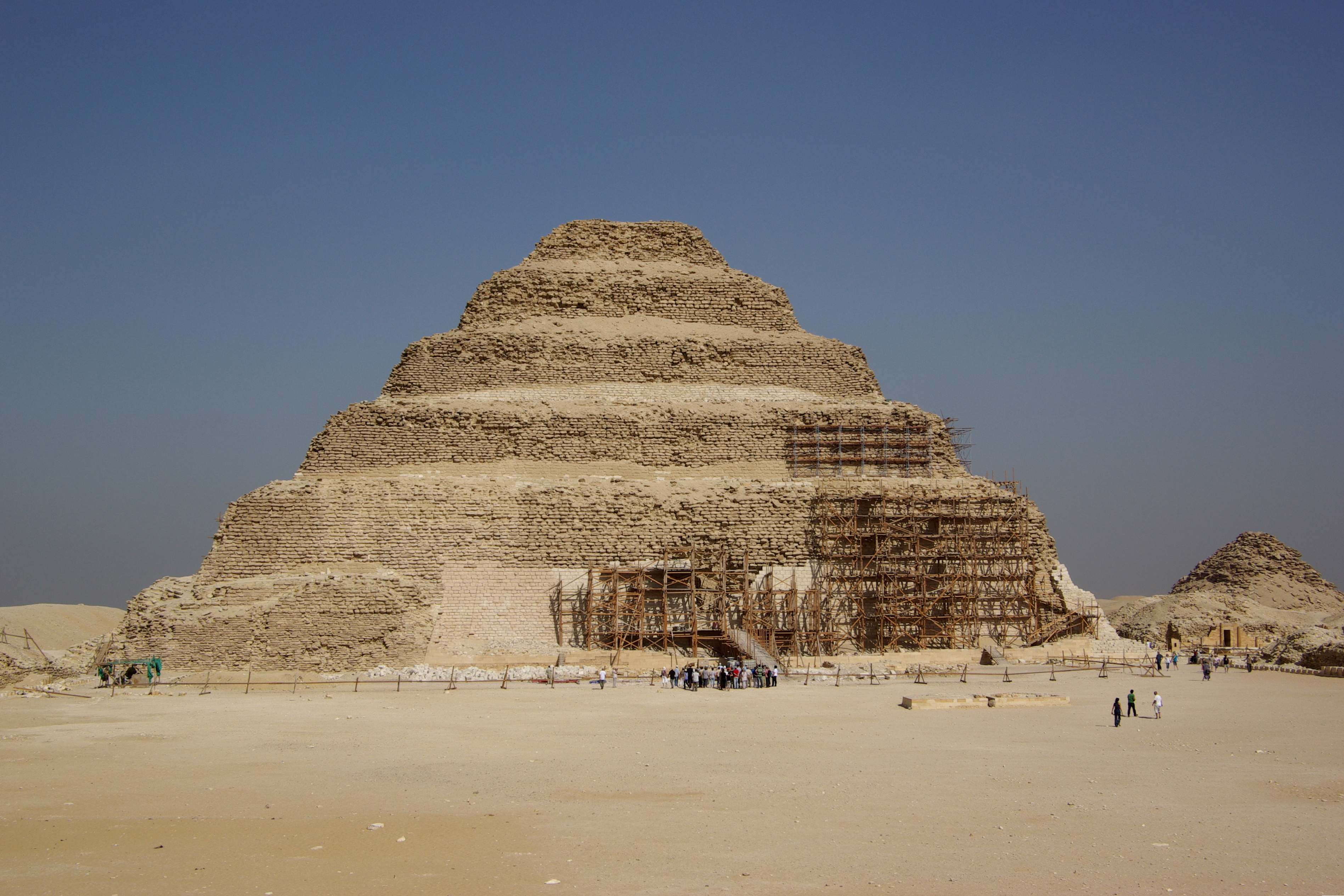
Džoserova pyramida

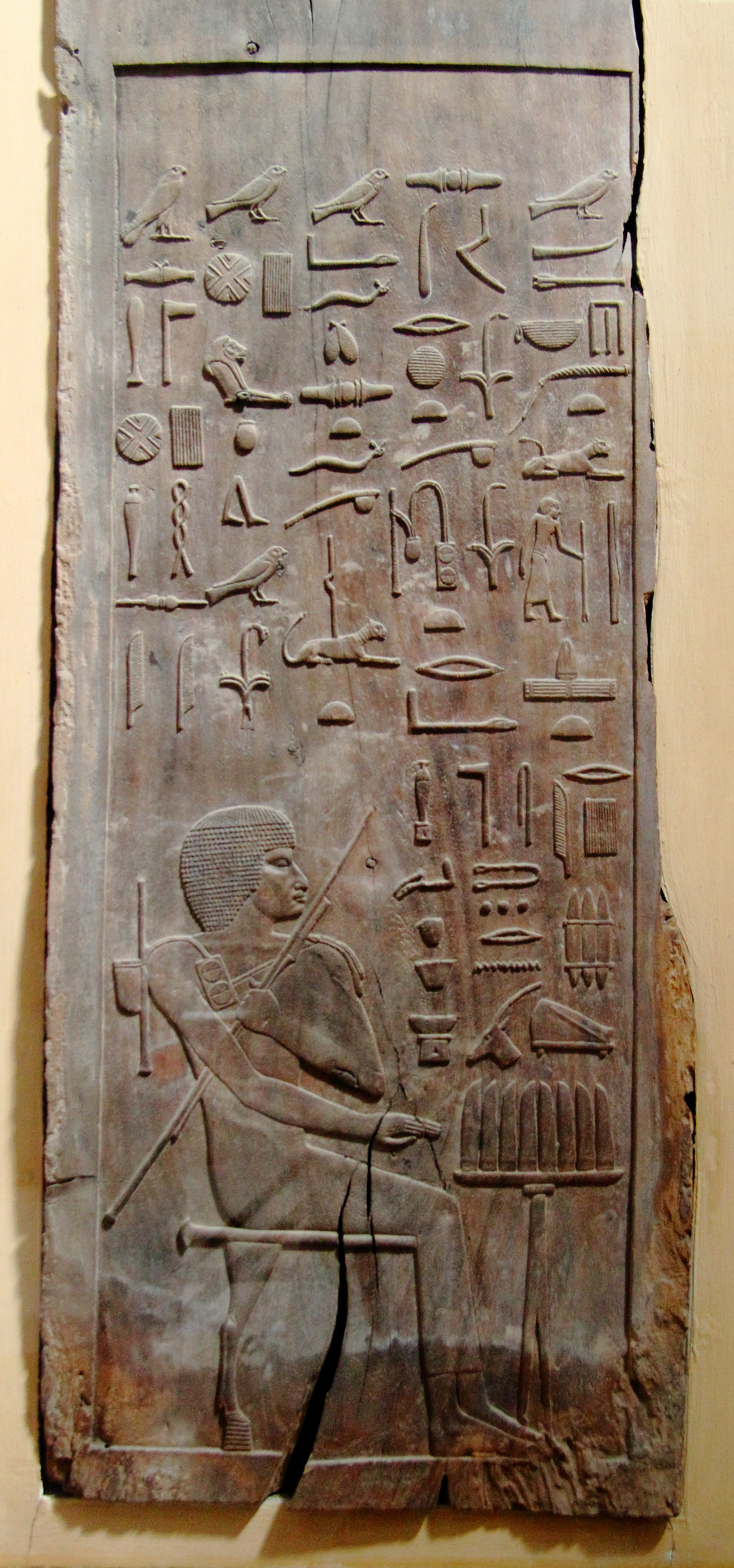
Dřevěná deska z hrobky Hesirea

Panováním krále Džosera začíná jedno z nejskvělejších období Staré říše, někdy též nazývané „Džoserovo století“. Sám faraon vládl jako teokratický, neomezený monarcha. Z nápisu ve Vádí Hammámat je zřejmé, že vyslal expedici na Sinaj (v čele byl velitel králových vojáků a správce pouštní oblasti Negtanch), kde docílil četných územních zisků (zde ho zajímaly hlavně měděné a tyrkysové doly ve Vádí Maghara). Kvůli ochraně jižních hranic Egypta dal údajně vybudovat hradbu u prvního nilského kataraktu za Asuánem. Patrně přesunul královskou rezidenci z Ceneje (Thinis) do Mennoferu, města nacházejícího se na pomezí Horního a Dolního Egypta. Nedaleko vybudoval malou svatyni, z níž jsou dnes už jen ruiny.
Za jeho vlády prý vypukl veliký hlad, protože se Nil už nevyléval ze svého koryta. O tom víme pouze z Hladové stély, jež říká: „7 let byla bída a hlad“. Král nevěděl proč, a tak se obrátil ke kněžím. Ti po usilovném pátrání zjistili, že se na ně hněvá bůh Chnum, že jeho sandály brání toku Nilu. Chnumovi byl druhý den obětován chléb, pivo a drůbež a záplavy začaly. Nápis na stéle dokládá faraonovu zbožnost a moudrost.

## Významní hodnostáři faraona Džosera
- Imhotep, vezír

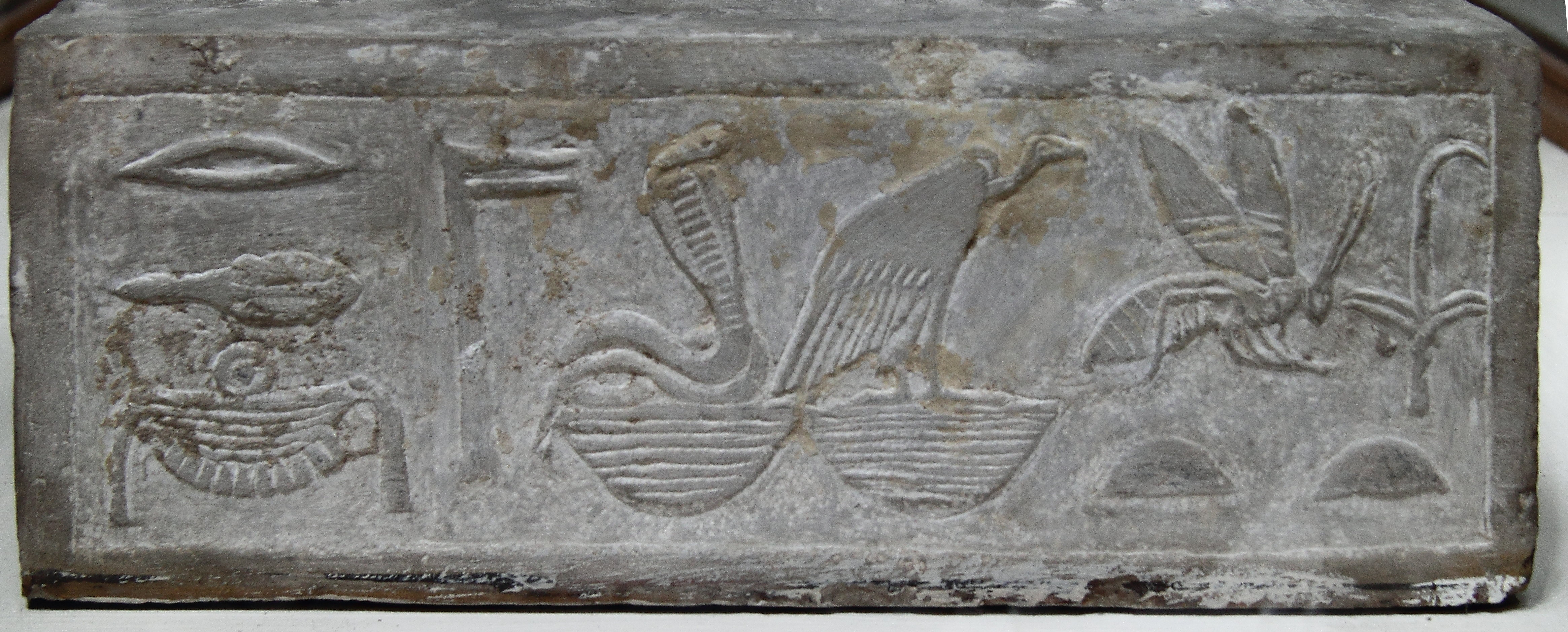
Titulatura faraona na podstavci jeho sochy; Egyptské muzeum Káhira

- Hesire, vrchní architekt, písař a lékař[14][15]

## Džoserova pyramida
Džoser si nechal postavit symbolickou hrobku na královském pohřebišti v Abydu (Ebozev). Je na místě zvaném Bét-Challáf a převyšuje všechny ostatní; je jen z nepálených sušených cihel. Jeho skutečná hrobka je v Sakkáře (tzv. sakkárský komplex leží na ploše měřící přibližně 15 ha). Stavitelem této první egyptské kamenné pyramidy byl Imhotep.
Imhotep dal odvézt písek a vyrovnat na staveništi vápencový povrch. Potom byly v kameni vyhloubeny asi 28 m dlouhé šachty a jejich dno bylo obloženo žulou. Ta se v okolí netěžila, proto se musela dovážet z lomů 800 km od Sakkáry a kvádry byly dopravovány po Nilu. Stupňovitá Džoserova pyramida je od Velké pyramidy v Gíze vzdálena asi 14 km. Byla původně jen mastabou, která původně patrně patřila královu pravděpodobnému předchůdci Sanachtovi (Nebka). Imhotep tuto základní stavbu navýšil o dva stupně, později přidal ještě tři další – tak vznikla první pyramida. Po několika pozdějších úpravách získala stavba svůj dnešní šestistupňový vzhled.